# David Levithan

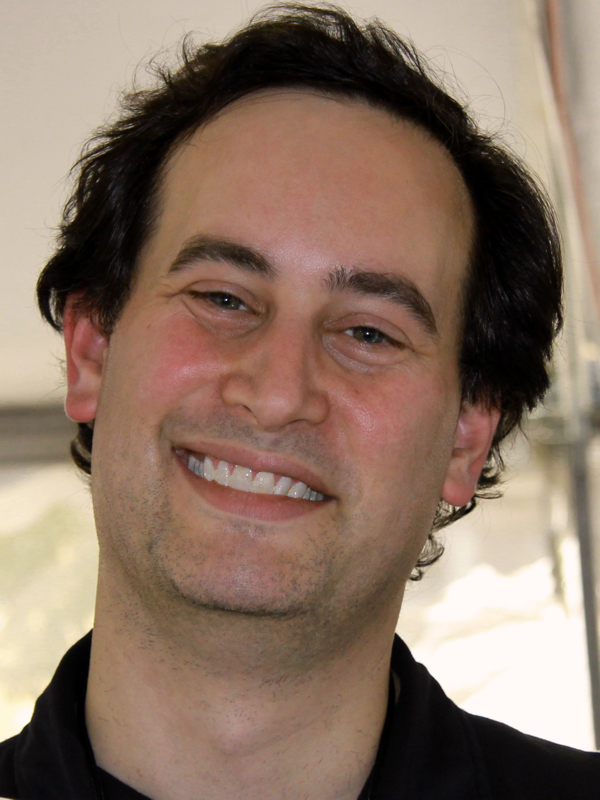
David Levithan (2011)

David Benjamin Levithan (* 7. September 1972 in Short Hills, New Jersey) ist ein US-amerikanischer Schriftsteller und Herausgeber. Er ist Autor einiger Jugendbücher.

## Biografie
Levithan absolvierte 1994 mit B. A. die Brown University (Englisch, Politikwissenschaften). Er edierte über 100 Star-Wars-Bücher für Scholastic. Homosexualität ist ein zentrales Thema in seinem Werk.
Er ist Herausgeber des Web-Magazins PUSH, einer Anthologie für junge Autoren (Patricia McCormick, Kevin Brooks, Chris Wooding, Markus Zusak, Brian James, Kristen Kemp, Eireann Corrigan u. a.) und lehrt an der New School University Graduate School of Creative Writing in New York.

## Werke und Auszeichnungen

### Eigene Romane
- Boy Meets Boy, 2003
  - deutsch: Noahs Kuss und plötzlich ist alles anders (übers. v. Bernadette Ott), 2011
  - Lambda Literary Award 2003 Children/Young adult
  - ALA Best Books for Young Adults 2004
- Marly's Ghost, 2003
- The Realm of Possibility, 2004
  - ALA Best Books for Young Adults 2005
- Are We There Yet?, 2005
  - JuBu Buch des Monats 5/2007
  - Shortlist Deutscher Jugendliteraturpreis 2008
- Wide Awake, 2006
- The Lover's Dictionary, 2011
  - deutsch: Das Wörterbuch der Liebenden (übers. v. Andreas Steinhöfel), 2010
- Every You, Every Me, 2011
  - deutsch: Mein Bild sagt mehr als deine Worte (übers. v. Bernadette Ott), 2014
- Every Day, 2012
  - deutsch: Letztendlich sind wir dem Universum egal (übers. v. Martina Tichy), 2014, Deutscher Jugendliteraturpreis 2015, LovelyBooks Leserpreis 2014 als Bester Buchtitel
- Two Boys Kissing, 2013
  - Lambda Literary Award 2014 LGBT Children’s/Young Adult
  - deutsch: Two Boys Kissing – Jede Sekunde zählt (übers. v. Martina Tichy), 2015
- Another Day, 2015
  - deutsch: Letztendlich geht es nur um dich, 2016
- Hold Me Closer, 2015
- Someday (Every Day), 2018

### Kollaborationen/Kooperation
mit Rachel Cohn
- Nick and Norah's Infinite Playlist, 2006
  - deutsch: Nick & Norah – Soundtrack einer Nacht (übers. v. Bernadette Ott), 2007
- Naomi and Ely's No Kiss List, 2007
  - deutsch: Naomi & Ely – Die Liebe, die Freundschaft und alles dazwischen (übers. v. Bernadette Ott), 2010
- Dash and Lily's book of Dares, 2011
  - deutsch: Dash & Lilys Winterwunder (übers. v. Bernadette Ott), 2011
- The Twelve Days of Dash & Lily, 2016

mit David Ozanich und Chris Van Etten
- Likely Story, 2008
- All That Glitters, 2008
- Red Carpet Riot, 2009

mit anderen Autoren
- Will Grayson, Will Grayson, gemeinsam mit John Green, 2010
  - deutsch: Will & Will (übers. v. Bernadette Ott), 2012
- Invisibility, gemeinsam mit Andrea Cremer, 2013
  - deutsch: Was andere Menschen Liebe nennen (übers. v. Bernadette Ott), 2017
- You Know Me Well, gemeinsam mit Nina LaCour, 2016
  - deutsch: Eine Woche für die Ewigkeit (übers. v. Christel Kröning und Martina Tichy), 2017

### Anthologien (als Herausgeber)
- You Are Here, This is Now: The Best Young Writers and Artists in America: A Push Anthology, 2002
- Friends: Stories about New Friends, Old Friends and Unexpectedly True Friends, gemeinsam mit Ann M. Martin, 2005
- When We Are, What We See: A Push Anthology, 2005
- The Full Spectrum: A New Generation of Writing About Gay, Lesbian, Bisexual, Transgender, Questioning and Other Identities, gemeinsam mit Billy Merrell, 2006
- 21 Proms, gemeinsam mit Daniel Ehrenhaft, 2007
- We Are Quiet, We Are Loud: The best young writers and artists in America: A Push anthology, 2008
- How to Say Goodbye in Robot, gemeinsam mit Natalie Standiford, 2009

### Kurzgeschichten
- The Alumni Interview, 2004, in Sixteen: Stories About That Sweet and Bitter Birthday
- The Good Girls, 2007, in Girls Who Like Boys Who Like Boys
- How They Met, and Other Stories, 2008
- A Word From the Nearly Distant Past, 2009, in How Beautiful the Ordinary: Twelve Stories of Identity
- Quiz Bowl Antichrist, story in Geektastic: Stories from the Nerd Herd, 2009